# José Rodríguez (schermidore)
José María Rodríguez Roches (Buenos Aires, 19 marzo 1910 – ...) è stato uno schermidore argentino.

## Biografia
Ha partecipato ai Giochi della XIV Olimpiade di Londra nel 1948 ed ai Giochi della XV Olimpiade di Helsinki nel 1952.

## Palmarès
In carriera ha conseguito i seguenti risultati:
- Giochi panamericani:

Buenos Aires 1951: argento nel fioretto individuale ed a squadre.
Città del Messico 1955: oro nel fioretto a squadre.